# Antonio Macrì
Antonio Macrì   (Siderno, 23 de maig de 1902 - Siderno, 20 de gener de 1975), més conegut com a don 'Ntoni, fou un important cap de la 'Ndrangheta que ostentà el càrrec de capobastone (cap) del clan criminal ('ndrina) de Siderno. Gran part de la seva carrera criminal va estar dedicada al contraban de tabac, gràcies al qual establí amistat amb destacats líders de la Cosa Nostra siciliana.

## Carrera criminal
Antonio Macrì fou un dels caps més poderosos de la coneguda com a "vella guàrdia" de la 'Ndrangheta, la branca més conservadora de l'organització. A la seva població natal de Siderno, Calàbria, era conegut com l'autoritat única i absoluta. Segons Giacomo Lauro, un 'ndranghetista esdevingut col·laborador de la justícia, Macrì era com una especie de "cap de caps" amb importants lligams i contactes dins la Cosa Nostra siciliana. Lauro declarà que era Macrì qui tenia els contactes necessaris per expandir la 'Ndrangheta als Estats Units (Nova Jersey), Canadà (Toronto, Mont-real i Ottawa) i Austràlia (Melbourne, Adelaida i Griffith).
Una de les seves primeres aparicions als arxius policials data de 1929. Es creu que fou en aquest període, quan Itàlia es trobava sota la dictadura feixista de Benito Mussolini, quan Macrì consolidà el seu poder tan a Siderno com dins de la 'Ndrangheta. Es creu que durant els anys 30, don 'Ntoni va poder operar sense masses problemes gràcies als seus contactes amb alguns Carabinieri, especialment amb Massaru Peppi. Antonio Delfino, fill de Peppi, va declarar anys després que el seu pare i Antonio Macrì es coneixien bé i que havien establert una especie de pacte de no agressió.
Tot i la seva aparent protecció policial, Macrì fou investigat, el 1932, pels tribunals de Gerace i Catanzaro. Les investigacions varen acabar amb una condemna de presó de cinc anys dels quals només en va complir tres.
El 1944, Macrì fou assanyalat per primera vegada com a cap i cervell delictiu d'una organització criminal amb base a Siderno.
El 1955 i en marc de l'operació Marzano, la policia demanà que importants membres de la 'Ndrangheta fossin enviats a la presó de Ustica, a la costa nord de Sicília. El ministre Tambroni, prefecte de Reggio de Calàbria, manifestà que el polític Domenico Catalano, de Democràcia Cristiana, tenia reticències a l'hora perseguir certs criminals calabresos. Després d'una reunió entre el prefecte i l'arquebisbe de Reggio Calàbria, una figura de gran importància i influència dins de Democràcia Cristiana, es va saber dels contactes entre Catalano i el crim organitzat. L'arquebisbe decidí reunir-se amb Catalano per tal de forçar-lo a emprendre accions legals contra la 'Ndrangheta, ja que aquest era membre de la Comissió Provincial de Mesures Policials. Domenico Catalano va cedir a les demandes de l'arquebisbe fins que fou el torn de perseguir a don 'Ntoni. En aquella epoca Antonio Macrì era una de les figures més importants de la 'Ndrangheta, fins al punt que dos anys abans, el 1953, havia presidit la reunió anual de caps mafiosos que té lloc al Santuari de Polsi durant les festes de la Madonna della Montagna. Per tal d'impedir l'exili forçat de Macrì, Catalano va demanar la paraula durant la sessió que debatia el futur del capobastone de Siderno. Segons el relat de Catalano, alguns anys enrere el bisbe de Locri, Maria Perantoni, va descobrir que alguns sacerdots havien estat robant diners del fons POA (Obra d'Assistència Pontifícia). El bisbe forçà als sacerdots a retornar els diners i aquests, descontents i avergonyits, varen decidir contractar un assassí per a matar el bisbe. Segons Catalano, el bisbe se'n va assabentar a temps i demanà ajuda a un destacat membre de la 'Ndrangheta, concretament a Antonio Macrì. Com que la implicació de Macrì en tot aquest assumpte va salvar la vida al bisbe, Catalano va demanar a la comissió policial que Macrì havia de ser absolt. Els altres membres de la comissió no s'ho van empassar i Macrì fou enviat a presó.
Don 'Ntoni passà dos anys, del 1955 al 1957, a la presó de Ustica, Sicilia. El 1957 les seves connexions amb el món polític van aconseguir deixar-lo en llibertat. Un any més tard, el 1958, va veure's obligat a amagar-se a causa d'una imputació per delicte d'assassinat. El 1961 fou declarat no culpable i absolt de formar part d'una associació criminal.
El 26 d'octubre de 1969 a Serro Juncani, Montalto, la policia va sorprendre els assistents de la tradicional cimera anual de la 'Ndrangheta. El nombre total d'afiliats presents a la reunió era d'uns 150 dels que se'n va poder detenir 72, entre ells Antonio Macrì. Tot i estar imputat per delictes greus i que el mateix comissari de la policia coneixia la importància de Macrì dins l'organització, aquest va ser absolt de tots els càrrecs.

### Massacre de Piazza Mercato
El 23 de juny de 1967, tres rivals de Macrì foren assassinats (Domenico Cordì, cap històric de la 'ndrina Cordì de Locri i objectiu principal de l'atac, Vincenzo Saracino, lloctinent de Cordì i Carmelo Siciliano, víctima innocent). Dues persones més resultaren ferides en l'atemptat que més tard seria conegut com la massacre de Piazza Mercato de Locri. Dos homes armats amb una escopeta i una metralladora obriren foc contra els dos objectius que en aquell moment negociaven els preus de la fruita al mercat. Inicialment, els acusats, inclòs Macrì, varen ser investigats per col·laboració en la massacre i associació criminal. Don 'Ntoni va fugir per no ser arrestat però va acabar detingut el mes d'agost de 1968 després de passar-se catorze mesos amagat. Finalment, el juliol de 1972, el Tribunal Penal de Lecce el va absoldre al·legant falta de proves.

### Estafa al Banc de Nàpols
El 1967 Macrì va defraudar el Banc de Nàpols amb l'ajuda del cap de la branca que aquest mateix banc tenia a Siderno. Tot i que el banquer col·laborador fou acomiadat poc després, el Banc de Nàpols va refusar ajudar a la policia amb les seves investigacions. El jutge Guido Marino va arribar a la conclusió que hi havia presència de la 'Ndrangheta dins el mateix banc.

### Group Siderno
Segons informació obtinguda durant l'operació Crimine de 2010, Frank Costello i Albert Anastasia, dues figures cabdals de la Cosa Nostra als Estats Units, supervisaren el naixement del que més tard les autoritats canadenques anomenarien; el sindicat criminal de Siderno o Siderno Group. Els dos líders mafiosos eren d'origen calabrès i tenien bones relacions amb Antonio Macrì. Segons el relat de Roberto Pannunzi un cop arrestat el 2013, Antonio Macrì fou qui establí les bases del narcotràfic entre el continent americà i Itàlia.

### Relació amb Cosa Nostra
Don 'Ntoni gaudia de ser un dels pocs criminals calabresos amb fortes relacions amb la Cosa Nostra siciliana, concretament amb les cosche originàries de Corleone. Entre els coneguts per Macrì hi figuren personatges de la talla de Luciano Leggio (cap del clan Corleonesi), Michele Navarra (doctor i cap mafiós de Corleone), Salvatore Riina (cap de caps de Cosa Nostra que ordenà l'assassinat dels fiscals Falcone i Borsellino) i Bernardo Provenzano (cap dels Corleonesi i cap de tots els caps). Gràcies a Macrì, que actuava com a representant de la 'Ndrangheta amb els sicilians, les dues organitzacions criminals varen establir grans acords comercials principalment en el contraban de tabac.

## Tradició i modernització
Don 'Ntoni estava fortament lligat a les tradicions fundacionals de la 'Ndrangheta i era una de les figures més representatives de l'ala més conservadora de l'organització criminal calabresa. Tan Macrì com la seva mà dreta, Domenico Tripodo, s'oposaven als segrestos com a via per enriquir-se, que per contra, eren defensats per clans principalment de la Plana de Gioia Tauro, San Luca i Platì. La seva visió criminal conservadora va provocar fortes desevinènçes dins l'organització, ja que molts sentien la necessitat de deixar enrere la mentalitat inflexible que impedia als caps de la 'Ndrangheta tenir contactes i relacions amb el poder polític i econòmic.
A finals de la dècada dels 60 i principis dels 70, Girolamo Piromalli i la família De Stefano redissenyàren les noves estratègies de la 'Ndrangheta, fet que comportà l'oposició dels conservadors com Macrì. Una de les accions més criticades per Macrì fou la creació del rang (en llenguatge 'ndranghetista: dote) de santista i, per tant, per sobre de la que fins en aquell moment havia estat la posició criminal més elevada, la de sgarro. La nova dote de santista representava una zona gris, on l'antiga vida criminal es barrejava amb la burgesia, establint així relacions amb magistrats, policies, polítics, advocats i assessors fiscals. D'aquesta manera es creà la Santa, una mena de poder suprem ocult dins l'organització format per trenta tres persones a les que se'ls permetia l'afiliació a les lògies secretes de la masoneria.

## Assassinat
L'oposició de Macrì a les noves formes de finançament de les 'ndrine va acabar generant un important conflicte armat conegut com la primera guerra de la 'Ndrangheta. Aquestes noves formes de financament eren, principalment, el negoci de la construcció (majoritàriament d'obra pública), un augment considerable dels segrestos on es demanava un rescat (de 1970 a 1978 n'ha va haver un total de 53 per contra dels 2 de 1963 a 1969) i el tràfic de drogues. Un dels detonants que va fer esclatar la guerra fou el segrest de Paul Getty III, net del famós multimilionari americà i que situà la 'Ndrangheta al centre de l'opinió pública internacional.
El 20 de gener de 1975, Macrì fou assassinat a la localitat de Zamarriti, al municipi de Siderno. En l'atemptat resultà greument ferit la seva mà dreta, Francesco Commisso. Anys després, el col·laborador de la justicia Giacomo Lauro va reconstruir l'homicidi. Segons el seu testimoni, els assassins de Antonio Macrì foren Pasquale Condello i Giovanni Saraceno, aliats del principal enemic de Macrì, la 'ndrina De Stefano.
Al lloc de l'atemptat varen ser trobades trenta dues beines; segons els pèrits balístics van ser quatre les armes de foc utilitzades per a matar Macrì. Francesco Comisso, ferit en l'atemptat, va declarar davant el jutge instructor de Locri que tots els assaltants anaven a cara descoberta i que tots ells havien de rondar els trenta anys. Va relatar també que, abans de marxar, un d'ells baixà del cotxe i, en veure que Macrì encara respirava, li disparà dos trets, un al pit i l'altre al cap.

## Llegat
Després de l'assassinat de don 'Ntoni, Siderno també va sumar-se als segrestos com a via de finançament. El seu nebot, Vincenzo Macrì, va ser nomenat capobastone i passà a dirigir la 'ndrina de Siderno. Temps després, el nebot del difunt cap va ser substituït per Francesco Commisso. Vincenzo va demostrar no tenir les aptituds necessàries per liderar una 'ndrina i fou substituït per Francesco Commisso, vell amic i ex mà dreta de Antonio Macrì. Sota el lideratge dels Commisso, la 'ndrina de Siderno entrà amb força dins el tràfic d'estupafaents i reforçà les seves ramificacions internacionals tot consolidant la seva presència a Canadà.